# دوري الدرجة الأولى الأرجنتيني 2016
دوري الدرجة الأولى الأرجنتيني 2016 (بالإسبانية: Campeonato de Primera División 2016)‏ هو الموسم 88 من دوري الدرجة الأولى الأرجنتيني. أقيم خلال الفترة 5 فبراير 2016 وحتى 29 مايو 2016، وأشرف على تنظيمه اتحاد الأرجنتين لكرة القدم، وكان عدد الأندية المشاركة فيه 30، وفاز فيه نادي لانوس.